# 小川忠晴
小川 忠晴（おがわ ただはる、1969年12月20日 - ）は、山口県下関市出身のプロバスケットボール選手・コーチである。選手としては1992年にいすゞ自動車に入社し、以後bjリーグの新潟アルビレックスBB、大分ヒートデビルズでプレイし、2008年に引退した。ポジションはセンター・フォワード。身長194cm、体重94kg。
引退後は指導者となり、大分ヒートデビルズ、ライジング福岡、芦屋学園高校女子バスケットボール部を経て、2016年にWリーグ・新潟アルビレックスBBラビッツのヘッドコーチに就任した。

## 来歴

### 学生時代
下関市立向山小学校から下関市立向洋中学校1年生の時までプロを目指し野球を志していたが、途中で自主退部。その後、バスケット部顧問に長身を買われ中学2年からバスケ部に転向する。
下関中央工業高校を経て、専修大学に進み、在学時にリバウンド王を獲得した。

### いすゞ～新潟
1992年、いすゞ自動車に入社。以後、4連覇を含むリーグ優勝5回、オールジャパン優勝5回といすゞ黄金時代に貢献。
1998年、全日本のメンバーとしてバンコクアジア大会に出場。オールジャパンのメンバーとして、マジックジョンソンスーパースターズとの対戦経験もある。
いすゞ休部後の2002年、代わってスーパーリーグに参戦する新潟アルビレックスBBに移籍。

### bjリーグ加入後
2005年より始まったbjリーグではリーグ最年長日本人選手として奮起した。
2006年、大分ヒートデビルズに移籍。プレイング・アシスタントコーチ(PAC)として契約。
2007－2008シーズンの時点で38歳と、bj最年長選手であった。

### ヘッドコーチ就任
シーズン終了後引退し、大分のヘッドコーチに就任。bjにおける元選手のヘッド就任は埼玉ブロンコスのデービッド・ベンワーについで2人目で日本人では初めてである。しかし、球団の財政面の問題及び成績も西地区最下位となり退団。
2009年、ライジング福岡ヘッドコーチに就任したが、2011-12シーズン途中の2012年2月、会社との意見の相違により退団した。
2013年より芦屋学園高校女子バスケットボール部のコーチに就任すると共に、新潟時代の同僚勝又英樹とともに芦屋学園バスケットボールクラブのゼネラルマネージャー補佐を務める。
2016年には新潟アルビレックスBBラビッツのヘッドコーチに招聘され、2016-17シーズンより指揮を執る。
2020年、アイシン・エィ・ダブリュ ウィングス（2021年からアイシン）ヘッドコーチ就任。
2021年、中川文一ヘッドコーチのもとで、アソシエイトヘッドコーチに就任。
2025年、アイシンコーチを退任。

## 日本代表
- バンコクアジア大会